# Apoteket Kronan (Gamla stan)

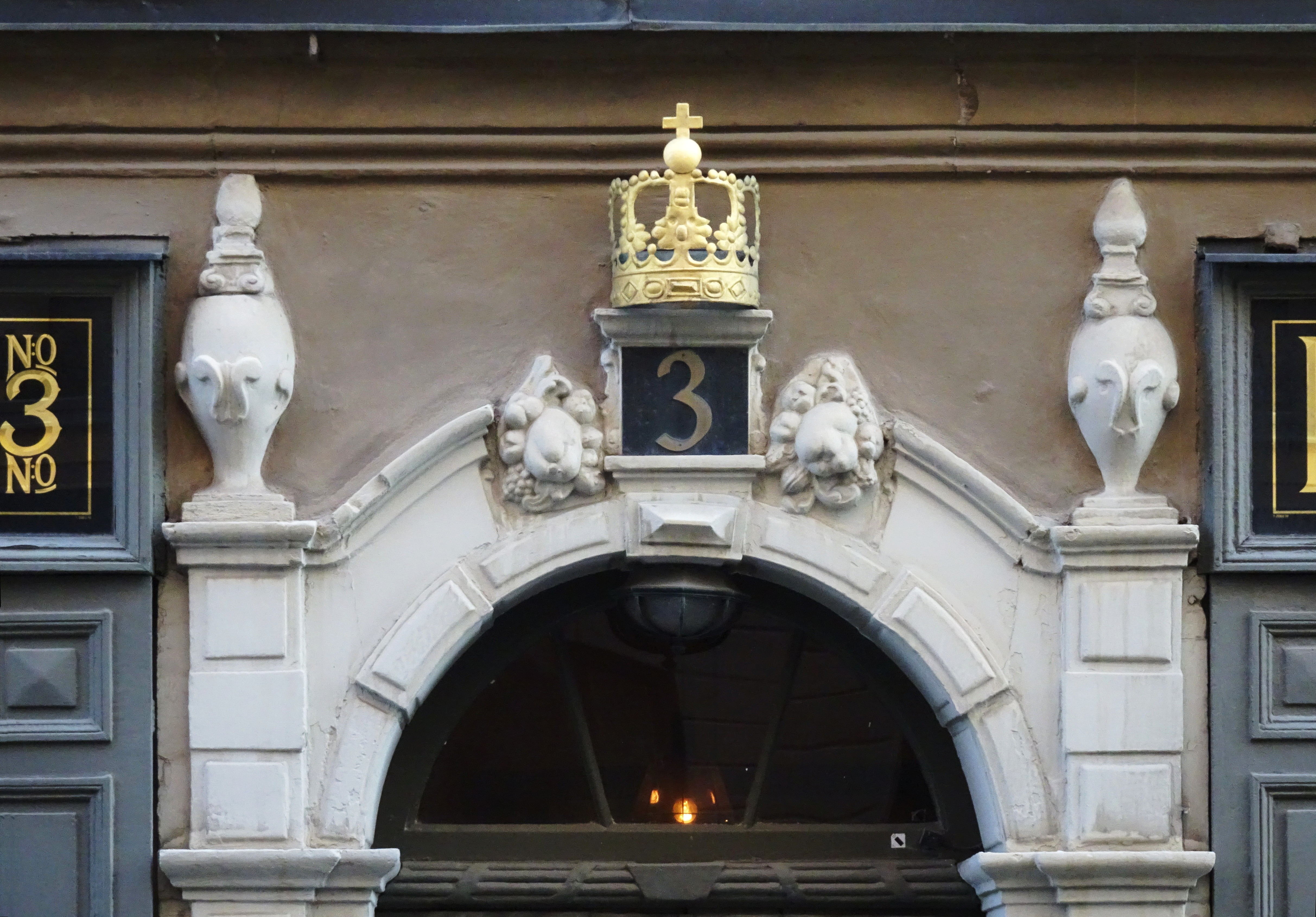
Kronan över porten till Storkyrkobrinken 3.

Apoteket Kronan var ursprungligen ett hovapotek vid Storkyrkobrinken 3 i Gamla stan, Stockholm. Apoteket inrättades 1693 och flyttades några gånger. Den sista adressen var Vanadisvägen 18 där det nedlades 1978.

## Bakgrund

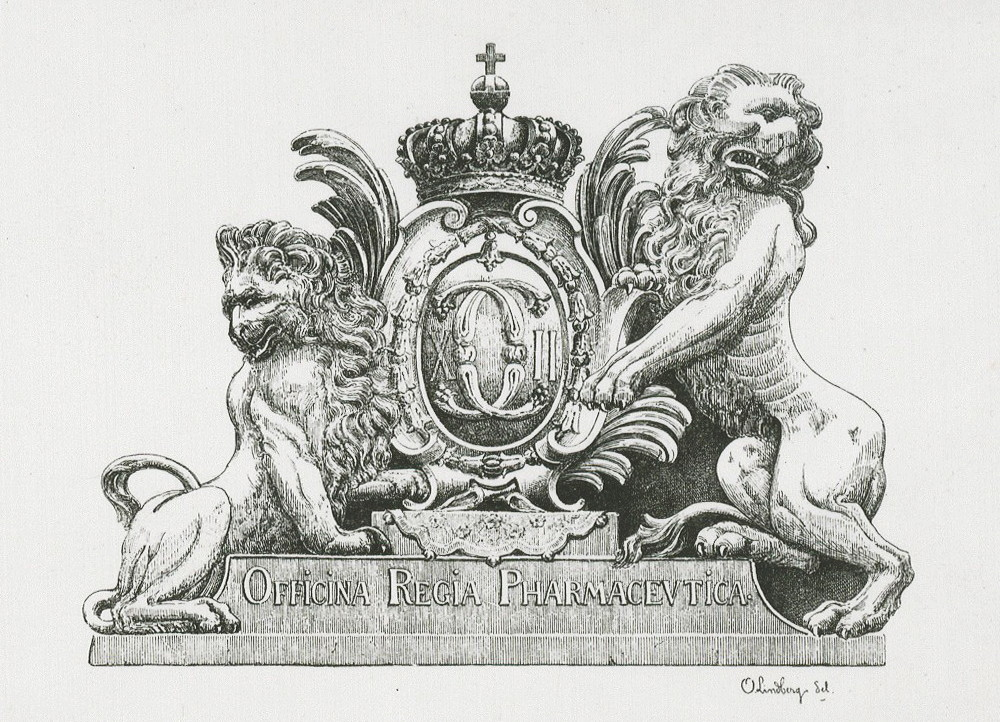
Apoteket Kronans skylt från 1700-talets början.

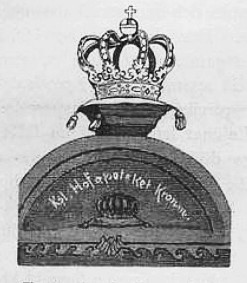
Kronans skylt då apoteket låg vid Myntgatan.

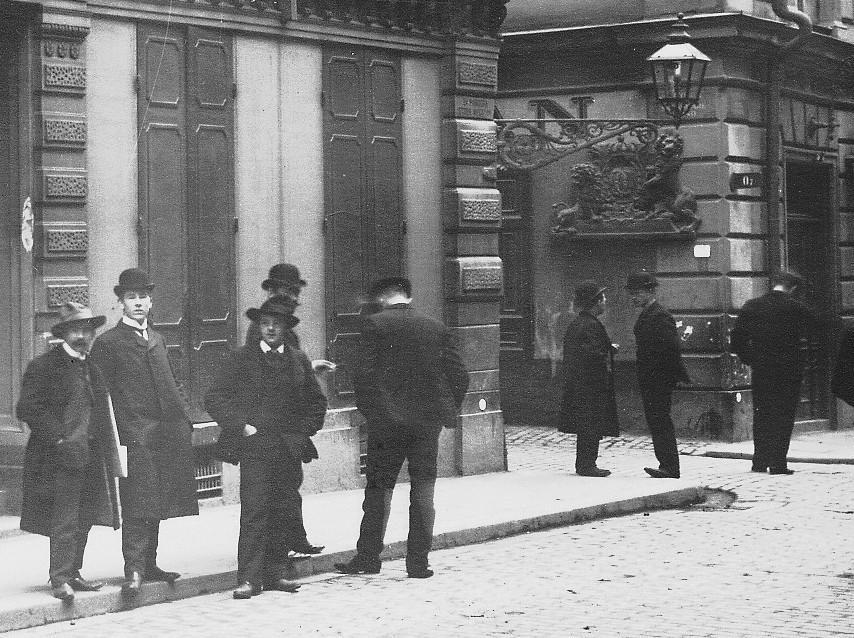
Apoteket Kronans skylt 1907, Stora Nygatan 27.

Anledningen till att öppna Kronan var inte att det förelåg brist på apotek på Stadsholmen utan att änkedrottningen Maria Eleonora ville hjälpa sin hovapotekare Caspar Ziervogel (1663–1701) till ett eget apotek. Han var son till hovapotekaren Samuel Ziervogel d.ä. (1616–1672) som drev Apoteket Svanen på Svartmangatan 18. Den 12 april 1693 fick Ziervogel tillstånd av Carl XI att ”inrätta här uthi staden, på något honom lägligt ställe, et fullkommeligt, beständigt apotheque”. Året därpå blev apoteket Kronan kungens hovapotek.

## Historik
Kronan öppnade till en början i nuvarande kvarteret Hippomenes vid Storkyrkobrinken 3, där fortfarande en förgylld krona smyckar entrén. Efter Slottsbranden 1697 flyttades apoteket till Svartmangatan, mittemot apoteket Svanen, där det kvarlåg i ett av Tyska kyrkans byggnader fram till 1719. Därefter flyttades verksamheten till Rosenadlerska huset vid Mynttorget och den lokal som tidigare innehades av Apoteket Morianen. År 1763 eller 1773 flyttades Kronan ytterligare en gång, nämligen till Myntgatan 5 där apotekaren Petter Eberhard Georgii (1715–1725) ägde ett hus. Även han blev utnämnd till hovapotekare. 
Nästa flytt skedde 1891, denna gång till Stora Nygatan 27. Rörelsen gick i arv till Georgiis son och sonson. Den senare, Georg Eberhard Georgii (1781 – 1804), drev även apoteken i Drottningholm och Gripsholm. 
År 1924 flyttade apoteket Kronan till Vasastan till en tidigare butikslokal i hörnet Norrtullsgatan / Vanadisvägen, där det låg kvar till 1978. 
Apotekets signum föreställde två lejon som flankerade Karl XII krönta spegelmonogram. Därunder finns texten "Officina Regia Pharmaceutica" vilket innebär att apoteket var ett hovapotek. Skulpturen är gjuten i bly och härrör från 1700-talets början. Den kan vara skapad av bildhuggaren Burchard Precht. Skylten finns numera på Apotekarsocietetens museum.